# 黒岩横穴墓群
黒岩横穴墓群（くろいわよこあなぼぐん/くろいわおうけつぼぐん）は、埼玉県比企郡吉見町にある横穴墓群である。1925年（大正14年）3月31日に埼玉県の史跡に指定された。

## 概要
灌漑用の人工沼である八丁湖の北側、公園のはずれにある。凝灰岩の岩山の斜面に多数の横穴が開穴している。古墳時代後期-終末期に造られたものと推定されているが、学術的な調査がほとんどなされていないため、詳細は不明である。
地元では「十六穴」と呼ばれることもある。これは、1877年（明治10年）に地元の有志により、初めて16基の横穴が発見・発掘されたことに由来する。現在では、30基以上の横穴の存在が確認されている。
観光施設ではなく、公園とは低い柵で仕切られているだけなので、横穴がある岩山には容易に近づくことができる。ただし、十分な管理がなされているわけではなく、季節によっては周囲に草木が生い茂る。
約2.5キロメートル南西には、著名な横穴墓群の吉見百穴（国の史跡）がある。黒岩横穴墓群は吉見百穴よりも大規模で、500基以上の横穴があるのではないかと推測されているが、十分な調査はなされていない。また、そのほとんどが未発掘のため、保存状態は吉見百穴に比べて良好と考えられている。

## 関連事項
- 日本の古墳一覧
- 埼玉県指定文化財一覧#史跡